# Викторија Хановерска
Викторија (енгл. Victoria of the United Kingdom; Лондон, 24. мај 1819 — Острво Вајт, 22. јануар 1901) је била британски монарх. Владала је од 20. јуна 1837. до своје смрти. Њена шездесеттрогодишња владавина је друга најдужа владавина једног британског монарха. 9. септембра 2015. око 18:30 часова по средњоевропском времену по дужини владавине престигла ју је Елизабета II. Осим наследне титуле краљице Уједињеног Краљевства Велике Британије и Ирске, била је први монарх који је понео титулу царице Индије.
Владавина краљице Викторије је обележена великом експанзијом Британског царства. Викторијанско доба, на врхунцу индустријске револуције, било је период великих социјалних, економских и технолошких промена у Великој Британији. Викторија је била последњи монарх из династије Хановер. Њен наследник припадао је династији Сакс-Кобург и Гота.

## Детињство и рана младост
Принцеза Викторија од Кента је рођена у Кенсингтонској палати у Лондону 1819. године. У кругу породице је носила надимак Дрина. Принц Едвард Август, њен отац, умро је када је имала осам месеци. Краљ Џорџ III, отац принца Едварда и деда принцезе Викторије, умро је слеп и поремећеног духа мање од недељу дана по Едвардовој смрти. Круну је наследио принц од Велса, Викторијин стриц, Џорџ IV.
Иако је била међу првима по праву наследства, Викторија је као мало дете учена само немачком језику који је био матерњи и њеној мајци и њеној гувернанти. Када је навршила три године почела је школовање на енглеском језику. У току живота научила је да говори италијански, грчки, латински и француски.
Када је имала једанаест година, њен стриц, краљ Џорџ IV, је умро не оставивши потомка за собом, оставивши трон свом брату, Вилијаму IV. Како нови краљ није имао деце, млада принцеза је постала први престолонаследник. Како закон у то време није имао специјалне захтеве у погледу старости монарха, Викторија је могла да влада као дете, као и да је била одрасла. Да би спречио овај развој догађаја, парламент је усвојио закон, по коме је Викторијина мајка, Војвоткиња од Кента и Стратхорна, требало да влада као регент до Викторијиног пунолетства. Парламент није ограничио власт регента.
Свог будућег супруга, принца Алберта од Сакс-Кобург и Гота, принцеза Викторија је упознала када је имала 16 година. Он је Викторији био брат од ујака, син брата Војвоткиње од Кента. Краљ Џорџ IV се противио овој вези, али његове примедбе нису уродиле плодом. Многи историчари сматрају да Принц Алберт није био заљубљен у Викторију, већ да је брак прихватио да би поправио свој статус принца мале немачке државе и из осећања дужности према својој породици која је желела овај брак. Који год да је био разлог, њихов се брак показао као изузетно срећан.

## Рана владавина
Краљ Вилијам IV је умро од болести јетре у седамдесет другој години живота 20. јуна 1837. оставивши престо Викторији. Млада краљица је имала осамнаест година и није било потребе за регентом. Према Салијском закону, жена није могла да влада државом Хановер облашћу која је делила монарха са Британијом од 1714. Хановер је тако наследио Викторијин ујак, Ернст Аугуст I од Хановера. Како је млада краљица била још увек неудата и без деце, Ернст Аугуст је био први престолонаследник британске круне.
У време када је Викторија наследила престо, влада је била под контролом виговске партије (ова је партија покушавала да ограничи власт круне, насупрот „торијевцима"), која је била на власти од 1830. Њихов премијер, Вилијам Ламб, Лорд од Мелбурна, је одједном постао значајан чинилац у животу политички неискусне краљице која се на њега ослањала за савет. Мелбурнова влада није остала дуго на власти; постајала је све мање популарна и суочила се са великим тешкоћама у управи колонија. У Канади се Уједињено Краљевство суочило са побуном, а на Јамајци је колонијално законодавство протестовало против британских принципа одбијајући да спроводи било какав закон. Године 1839, неспособан да се носи са проблемима у колонијама, лорд Мелбурн је поднео оставку.
Краљица је поверила формирање новог министарства Сер Роберту Пилу, торијевцу, али се сусрела с дебаклом познатим као „Криза спаваће собе“ ("Bedchamber Crisis"). У то време је било уобичајено да особље у одајама краљевске породице именује премијер на основу страначке припадности. Много дворских дама је било удато за припаднике виговске странке, а Сер Пил је желео да их замени женама торијеваца. Викторија се оштро успротивила уклањању дворских дама, које је сматрала блиским пријатељицама, пре него члановима церемонијалне институције. Сер Роберт Пил је сматрао да не може да ради под овим условима, па је дао оставку, дозволивши Мелбурну да се врати на позицију.

## Брак
Краљица се удала за принца Алберта 10. фебруара 1840. у Краљевској капели у Сент Џејмс палати. Четири дана раније, Викторија је Алберту доделила звање Његово Краљевско Височанство. Принц Алберт је био познат као Принц Пратилац (Prince Consort), али није формално добио титулу све до 1857. Никада није добио племићке почасти.
Током Викторијине прве трудноће, осамнаестогодишњи Едвард Оксфорд је покушао атентат на краљицу док се возила кочијом са принцом Албертом ка Лондону. Оксфорд је пуцао два пута, али је оба пута промашио. Суђено му је за велеиздају, али је ослобођен на рачун неурачунљивости. Овај процес су многи ставили под знак питања и сматрају да је могуће да је Оксфорд просто желео да постане познат. Други сматрају да је завера чартиста била у основи овог покушаја убиства или да је случај имао везе са избором првог престолонаследника, Краља од Хановера. Ове теорије завере погодиле су земљу таласом патриотизма и лојалности.
Догађај није имао утицаја на краљичино здравље и трудноћу. Прво дете, Краљевска Принцеза и Царска Фредерика Викторија, је рођено 21. новембра 1840. Још осморо деце ће бити рођено током изузетно срећног брака Викторије и Алберта. Алберт није био само краљичин сапутник, већ и важан политички саветник, заменивши Лорда Мелбурна на месту доминантне личности краљичиног живота. Либерали (виговци) су изгубили изборе 1841. Заменила их је Конзервативна партија (торијевци). Викторија је наставила да се тајно дописује са Лордом Мелбурном, али је његов утицај временом избледео на рачун принца Алберта.
Дана 13. јуна 1842. Викторија је први пут путовала возом, од Слоуа близу замка Виндзор до Педингтона у Лондону, посебним вагоном који је направила Велика Западна Железница, а у пратњи мужа и инжењера Велике Западне Железнице, Ајзамбарда Кингдома Брунела.
Године 1842, десила су се три покушаја атентата на краљицу. 29. маја, и следећег дана, Џон Френсис је безуспешно пуцао на краљицу. Осуђен је за велеиздају, али је смртна казна замењена доживотном робијом. Принц Алберт је сматрао да су ови напади били инспирисани Оксфордовим нападом 1840. 3. јула, само један дан пре него што ће Френсисова казна да буде преиначена, још један дечак, Џон Вилијам Бин, је пуцао на краљицу. Иако је његова пушка била напуњена само хартијом и дуваном, казна за покушај атентата је била смртна. Сматрајући да је то престрога казна, принц Алберт је предложио парламенту да донесе законски акт којим ће се нишањење краљице, бацање предмета на њу или сличне радње са циљем да је узнемире, кажњавати са седам година затвора и бичевањем. Бин је осуђен на 18 месеци затвора. Ни он, нити иједан други затвореник после њега нису бичевани.

## Рана викторијанска политика
Пилова администрација се нашла у кризи у вези Закона о житарицама. Многи торијевци су се противили закону, али неки торијевци, тзв. „Пилити“, и већина либерала су га подржавали. Пил је поднео оставку 1846, након што је предлог једва усвојен. Заменио га је Џон Расел. Раселова администрација, иако је био либерал, није била у краљичиној милости. Посебно дрзак према краљици био је секретар иностраних послова, лорд Палмерстон, који је често радио без претходних консултација са кабинетом, премијером или краљицом. 1849. Викторија је уложила жалбу лорду Џону Раселу, тврдећи да је Палмерстон послао званичне пошиљке страним лидерима без њеног знања. Жалбу је поновила 1850. али без успеха. Тек 1851. лорд Палмерстон је удаљен из администрације. Том приликом је објавио подршку британске владе председнику Наполеону III и промени државног уређења Француске без претходних консултација са премијером.
Период у коме је Расел био премијер показао се као врло стресан за краљицу. 1849. незапослени и незадовољни Ирац, Вилијам Хамилтон, узнемирио је краљицу пуцњевима у њеном присуству. Према закону из 1842, осуђен је на 7 година затвора. 1850. краљица је повређена у нападу који је највероватније извео њен бивши официр Роберт Пејт. Пејт је изврнуо кочију којом се возила, при чему је задобила лакше повреде. Пејт није успео да докаже неурачунљивост и осуђен је једнако као Хамилтон.

## Ирска
Млада краљица Викторија се заљубила у Ирску, бирајући да се одмара у Киларнију у округу Кери, лансирајући ову локацију као једно од најпопуларнијих туристичких одредишта деветнаестог века. Њена љубав према острву је била у пару са топлином којом су Ирци дочекали младу краљицу. Године 1845. Ирска је била погођена великом глађу која је за 4 године однела пола милиона живота и отерала цео милион људи у емиграцију. Краљица је лично поклонила 5000 фунти и била укључена у разне добротворне акције. Упркос томе, чињеница да је политика лорда Расела била окривљена за глад и Ирској имала је утицај на пад популарности краљице. За екстремне републиканце, Викторија је постала „Гладна Краљица“, са митским причама о томе да је донација износила свега 5 фунти које су нашироко прихваћене у републиканским круговима.
Викторијину прву званичну посету Ирској, 1849, је посебно организовао Џорџ Вилиерс, лорд-заступник Ирске, вођа британске администрације, да би одвукао пажњу од глади али и да би привукао пажњу политичара кроз краљичино присуство и скренуо им пажњу на озбиљност кризе у Ирској. Без обзира на негативни утицај глади на краљичину популарност, краљица је остала довољно популарна у националистичким круговима да би јој на крају партијских састанака и даље певали „Боже спаси краљицу“ (што је званична химна Велике Британије и данас).
Ипак, до краја седамдесетих и осамдесетих година деветнаестог века, монархијска моћ у Ирској је значајно опала, делом као резултат Викторијине одлуке да одбије посету Ирској из протеста против одлуке Даблинске Корпорације да одбије да честита њеном сину, Едварду VII, брак са данском принцезом Александром, или да честита краљевском пару рођење најстаријег сина, принца Алберта Виктора.
Викторија је одбила притисак многих премијера, лордова и, чак, чланова краљевске породице, да установи краљевску резиденцију у Ирској. Пишући своје мемоаре, „Ирска, заведена жена или хероина?“, 1930, Вилијам Бродрик, лорд Мидлтон, претходно вођа ирске унионистичке партије, описао је ову одлуку као доказ катастрофалног односа према монархији и британској владавини у Ирској.
Викторија је посетила Ирску последњи пут 1900, када је дошла да позове Ирце да се придруже британској војсци и боре у Бурском рату. (Бурски рат је вођен од 1899. до 1902. у Африци, око владавине над територијом Зулуа. Завршен је британском победом.) Националистички отпор њеној посети раширио је Артур Грифит, који је установио организацију Галска Лига (Cumann na nGaedheal) да би ујединио опозицију. Пет година касније, Грифит је искористио контакте које је установио приликом кампање против краљичине посете да направи нови политички покрет, Шин Фејн.

## Средње године
Године 1851, одржана је прва Светска изложба, позната под именом Велика изложба 1851. године. Организовао ју је принц Алберт, а изложбу је званично отворила краљица, 1. маја 1851. Упркос страховима многих, доказала је свој велики успех, а зарада је искоришћена за потпору Музеја Викторије и Алберта (претходно званог Музеј Јужног Кенсингтона).
Администрација лорда Расела пала је 1852, када је либералног премијера заменио конзервативац Едвард Смит-Стенли, лорд Дарби. Он није дуго остао на власти, јер није успео да одржи већину у парламенту. Дао је оставку мање од годину дана након доласка на положај. У том моменту, Викторија је била нестрпљива да оконча период слабих администрација. И краљица и њен супруг су подржавали јаку коалицију између либерала и торијеваца. Таква администрација је заиста оформљена, са пилитом (торијевцом) Џорџом Хамилтоном Гордоном на челу.
Један од најзначајнијих аката нове администрације било је да уведе Велику Британију у Кримски рат 1854, на страни Османског царства, против Русије. Непосредно пре него што је Велика Британија приступила рату, гласине да су краљица и принц Алберт наклоњени руској страни су умањиле популарност краљевског пара. Без обзира на то, краљица је јавно дала недвосмислену подршку трупама. Након закључења рата, краљица је установила Викторијин крст као одликовање за храброст.
Након што је његово управљање трупама у току Кримског рата доведено у питање са многих страна, 1855. лорд Абердин је дао оставку да би га заменио лорд Палмерстон. Палмерстон је такође истеран из администрације због непопуларног решења ратног сукоба (Други опијумски рат, 1857). Заменио га је лорд Дарби. Међу значајним догађајима за време Дарбијеве администрације издваја се Сепој-побуна против владавине Британске источноиндијске компаније над Индијом. Након угушења побуне, Индија је стављена под директну управу круне (мада титула Царица Индије није одмах установљена). Дарбијева друга администрација није прошла боље него прва. Пала је 1859, дозволивши лорду Палмерстону да се врати на власт.

## Удовиштво
Принц Алберт је умро 1861. године остављајући Викторију у очајању. Ово стање је било трајно и краљица је носила црнину до краја живота. Избегавала је појављивање у јавности и у наредних неколико година ретко се појављивала у Лондону. Њена издвојеност јој је донела надимак Удовица из Виндзора. Краљица је кривила сина, као индискретног и неозбиљног младића, за очеву смрт.
Викторија је почела да се ослања на шкотског слугу Џона Брауна. Постоје гласине о романтичној вези и чак, тајном браку. Један скоро откривен дневник садржи запис за који се сматра да је исповест пред смрт краљичиног личног капелника, у коме он изјављује да је лично венчао краљицу и Џона Брауна. Многи историчари сумњају у веродостојност овог документа. Ипак, када је Викторијино тело смештено у ковчег, два сета успомена су смештена са њом, по њеном захтеву. Поред ње је стављена једна од Албертових хаљина, а у њену леву руку је стављен прамен Браунове косе, заједно са његовом сликом. Гласине о афери и браку зарадиле су Викторији још један надимак, Госпођа Браун.
Викторијина изолованост је значајно умањила популарност монархије и охрабрила републикански покрет. Иако је извршавала своје краљевске дужности, Викторија није активно учествовала у влади, склањајући се у своје краљевске резиденције, Балморал у Шкотској и Озборн на острво Вајт. У међувремену је донесен један од најзначајнијих законских аката деветнаестог века, Акт о великим реформама. Лорд Палмерстон се жестоко противио изборном систему, али се његова администрација завршила његовом смрћу, 1865. Наследио га је лорд Расел, а затим лорд Дарби, током чије администрације је закон усвојен.

## Гледстон и Дизраели
У току 1868. кабинету се придружио човек који ће се доказати као Викторијин омиљени премијер, конзервативац Бенџамин Дизраели. Његов се кабинет, ипак, брзо распао, а Дизраелија је заменио Вилијам Јуарт Гледстон, члан Либералне партије. Краљица је била против Гледстона и његових уверења, исто колико се дивила Дизраелију. Током Гледстоновог мандата, раних 1870-их, краљица је почела да излази из жалости и изолације, уз помоћ и подршку породице.
Године 1872, Викторија је доживела шести напад који је укључивао ватрено оружје. На излазу из кочије, седамнаестогодишњи Ирац, Артур О`Конор, навалио је ка њој са пиштољем у једној, и петицијом за ослобођење ирских затвореника у другој руци. Пиштољ није био напуњен, а намера младића је била тек колико да узбуни краљицу не би ли прихватила петицију. Џон Браун, који се налазио поред краљице, оборио је младића на земљу пре него што је краљица и могла да види пиштољ. Браун је награђен златном медаљом за храброст. О`Конор је осуђен према закону из 1842.
Дизраели се вратио на власт 1874. У то време империјализам је био топло прихваћен од стране многих у земљи, укључујући и краљицу и премијера. Краљица је узела титулу Царица Индије, а премијера је наградила титулом Грофа од Биконсфилда. Дизраелијева администрација је пала 1880, када су либерали победили на генералним изборима.
Последњи из серије напада на Викторију десио се 1882. Шкот поремећеног ума, Родерик Меклин, испалио је метак према краљици, а затим према кочији али је промашио. Од 1842. свака индивидуа која је покушала напад на краљицу била је осуђивана на седам година затвора. Међутим, Меклину је суђено за велеиздају, што је било кажњиво смрћу. Ослобођен је казне на рачун лудила, и послат у азил за поремећене. Викторија је изразила велико незадовољство пресудом која је гласила „није крив, јер је луд“ и идуће године представљена је нова пресуда „луд, али крив“.
Викторијини сукоби са Гледстоном наставили су се током наредних година. Била је принуђена да прихвати његов предлог промене изборног система, укључујући и Акт о представљању народа 1884, који је значајно повећао број посланика. Гледстонова влада пала је 1885, да би је заменио конзервативац Роберт Гаскоњ-Сесил, лорд Солсбери. Када се Гледстон вратио на власт 1886, представио је Ирску уредбу о самоуправи, који је Ирској дао сопствено законодавство. Викторија се противила уредби, за коју је сматрала да ће да подрије британску империју. Када је доњи дом скупштине одбио уредбу, Гледстон је дао оставку, дозволивши Викторији да врати лорда Солсберија на положај.

## Позне године
Године 1887, Велика Британија је прославила Викторијин златни јубилеј. 20. јуна, Викторија је прославила педесету годишњицу доласка на трон, банкетом на који је било позвано педесет европских краљева и кнежева. Следећег дана је учествовала на приредби коју је Марк Твен описао речима: „развучена до граница видокруга у свим правцима“. У то време, Викторија је била изузетно популарни монарх. Скандал изазван гласинама о афери са слугом Џоном Брауном је заташкан Џоновом смрћу 1883, дозволивши краљици да буде запамћена као симбол морала.
Викторија је морала да толерише администрацију Вилијама Гледстона још једаред, 1892. Након што је последња од Гледстонових уредби о ирској самоуправи одбијена, он се повукао 1894, а заменио га је империјалиста-либерал Арчибалд Примроуз, лорд Роузбери. Лорда Роузберија је 1895. наследио лорд Солсбери који је служио до краја Викторијине владавине.
До септембра 1896, Викторија је владала дуже него иједан други енглески, шкотски или британски монарх. Према краљичином захтеву, све званичне прославе су одлагане до 1897, односно до краљичиног „дијамантског“ јубилеја. Колонијални секретар, Џозеф Чемберлен, предложио је да се за јубилеј направи фестивал Британске империје. Тако су на прославу позвани управници свих колонија са својим породицама. Приредба на којој је учествовала и краљица, укључила је трупе из свих британских колонија и зависних територија, заједно са војницима које су послали индијски принчеви и поглавари, који су били подређени Викторији. Дијамантски јубилеј је био прилика обележена великим изливима поштовања према осамдесетогодишњој краљици, која је тада била везана за колица.
Током Викторијиних последњих година, Уједињено Краљевство је учествовало у Бурском рату, који је краљица подржавала. Њен лични живот био је обележен многим трагедијама, укључујући и смрт њеног сина, Алфреда, и фаталну болест њене кћери, немачке царице, и смрт двојице унука. Њена последња церемонијална појава у јавности била је 1899, када је положила камен темељац за нову зграду Музеја Јужног Кенсингтона, који је касније преименован у Музеј Викторије и Алберта.
Следећи обичај који је одржавала током свог удовиштва, Викторија је провела Божић у Кући Озборн, коју је принц Алберт лично пројектовао, на острву Вајт. Умрла је 22. јануара 1901, након 63 године, 7 месеци и 2 дана владавине, дуже него што је иједан британски монарх владао пре ње. Сахрањена је 2. фебруара. Почива у Маузолеју Фрогмор, поред свог супруга.
Викторију је наследио најстарији син, принц од Велса, који је владао као краљ Едвард VII. Викторијина смрт била је крај владавине династије Хановер над Британијом, нови краљ је припадао династији Сакс-Кобург и Гота. Џорџ V је променио име краљевске куће у династија Виндзор током Првог светског рата, јер се име Сакс-Кобург и Гота повезивало са непријатељима Британије у току рата - империјалном Немачком, којом је владао Кајзер Вилхелм II, Викторијин унук.

## Заоставштина
Краљица Викторија је била први модерни владар Британије. Претходни владари су били активни учесници у процесу владања. Серија законских реформи довела је Дом комуна на много утицајнији ниво, на рачун монарха и Дома лордова — горњег дома Парламента. Краљевска улога постала је симболична. Од времена Викторијине владавине па надаље, монарх је, по речима Валтера Бејгхоа, имао „право да буде консултован, да саветује и упозори“.
Викторијина владавина је постала више симболична него политичка, са јаким нагласком на моралу и породичним вредностима, насупрот сексуалним, финансијским и личним скандалима који су били повезивани са претходним члановима Куће Хановер, који су дискредитовали монархију. Викторијина владавина је у Британији успоставила концепт „породичне монархије“ са којом је настајућа средња класа могла да се поистовети.
На међународном нивоу, Викторија је била велики играч, не само као слика везана за империјални утицај Британије у њеним колонијама, него и због породичних веза са многим европским владарским породицама, које су јој донеле надимак „баба Европе“. Као пример овог статуса може да се наведе чињеница да су три главна владара зараћених земаља у току Првог светског рата били Викторијини унуци или ожењени њеним унукама. Осморо од деветоро њене унучади удало се или оженило члановима других владарских породица у Европи, а девета унука, принцеза Луиз, удала се за шкотског војводу.
Викторија је први познати болесник од хемофилије у краљевској породици, али није јасно како је добила. Могуће је да је добила услед неке генетичке мутације, јер је њен отац имао педесет и пет година када је Викторија зачета. Такође, било је спекулација да Војвода од Кента није њен биолошки отац, већ да је она кћи војводиног личног секретара и доказаног женскара, Ирца Сера Џона Конроја. Иако постоје некакви докази да је постојала романтична веза измећу Конроја и Викторијине мајке (Викторија је тврдила Војводи Велингтону да је лично била сведок афере), Конројева медицинска историја не показује икакав траг хемофилије у породици, а ова се болест и иначе обично преноси по женској линији. Много је вероватније да је добила од своје мајке, иако нема историје хемофилије ни у мајчиној породици. Иако није патила од болести, пренела је на барем троје своје деце. Најпознатија жртва хемофилије међу њеним наследницима је њен праунук, Алексеј, последњи руски царевић.
Године 2004, европски владари и бивши владари потекли од Викторије су:
- Елизабета II од Уједињеног Краљевства, краљица Велике Британије,
- Харалд V од Норвешке, краљ Норвешке,
- Карл XVI Густаф од Шведске, краљ Шведске,
- Маргарета II од Данске, краљица Данске,
- Хуан Карлос I од Шпаније, краљ Шпаније,
- Константин II од Грчке, краљ Хелена, свргнут с трона,
- Михај од Румуније, краљ Румуније, свргнут с трона,
- Петар II Карађорђевић, краљ Југославије, свргнут с трона

Године 2002, BBC је спровео истраживање на тему 100 највећих Британаца. Викторија се нашла на једанаестом месту.
Изуми Викторијанског доба укључују поштанске марке и железницу.
Више локација у свету је именовано према Викторији:
- аустралијска држава Викторија,
- главни град Британске Колумбије,
- главни град области Саскачеван у Канади,
- највеће језеро у Африци,
- Викторијини водопади

Краљица Викторија је британски монарх у чију је славу подигнуто највише споменика на целој територији Британске империје. Најзначајнија је статуа испред Бакингемске палате, подигнута деценију након Викторијине смрти. Далеко контроверзнија статуа подигнута је испред куће Лајснтер у Даблину 1924. Две године након што је кућа изнајмљена за послове скупштине, кућа је купљена и претворена у седиште ирског независног парламента. Након година критиковања, 1947. статуа је уклоњена. Осамдесетих година 20. века, статуа је поклоњена Аустралији.
Србија јој је доделила Орден Светог Саве и Краљевски орден Белог орла.

## Породично стабло
| \| \| \| \| \| \| \| \| \| \| \| \| \| \| 16. Џорџ II \| \| \| \| \| \| \| \| \| \| \| \| \| \| \| \| \| \| \| \| \| \| \| \| \| \| \| \| \| \| \| \| \| \| \| \| \| \| \| \| \| \| \| \| \| \| \| \| \| \| \| \| \| \| \| \| \| \| \| \| 8. Фредерик, принц од Велса \| \| \| \| \| \| \| \| \| \| \| \| \| \| \| \| \| \| \| \| \| \| \| \| \| \| \| \| \| \| \| \| \| \| \| \| \| \| \| \| \| \| \| \| \| \| \| \| \| \| \| \| \| \| \| \| \| \| \| \| \| \| \| \| \| \| \| \| \| \| \| \| 17. Каролина од Бранденбург-Ансбаха \| \| \| \| \| \| \| \| \| \| \| \| \| \| \| \| \| \| \| \| \| \| \| \| \| \| \| \| \| \| \| \| \| \| \| \| \| \| \| \| \| \| \| \| \| \| \| \| \| \| \| \| \| \| \| \| \| \| \| \| \| \| \| \| \| \| \| \| \| \| \| \| 4. Џорџ III \| \| \| \| \| \| \| \| \| \| \| \| \| \| \| \| \| \| \| \| \| \| \| \| \| \| \| \| \| \| \| \| \| \| \| \| \| \| \| \| \| \| \| \| \| \| \| \| \| \| \| \| \| \| \| \| \| \| \| \| \| \| \| \| \| \| \| \| \| \| \| \| 18. Фридрих II, војвода Сакс-Гота-Алтенбурга \| \| \| \| \| \| \| \| \| \| \| \| \| \| \| \| \| \| \| \| \| \| \| \| \| \| \| \| \| \| \| \| \| \| \| \| \| \| \| \| \| \| \| \| \| \| \| \| \| \| \| \| \| \| \| \| \| \| \| \| \| \| \| \| \| \| \| \| \| \| \| \| 9. Августа Саскоготска \| \| \| \| \| \| \| \| \| \| \| \| \| \| \| \| \| \| \| \| \| \| \| \| \| \| \| \| \| \| \| \| \| \| \| \| \| \| \| \| \| \| \| \| \| \| \| \| \| \| \| \| \| \| \| \| \| \| \| \| \| \| \| \| \| \| \| \| \| \| \| \| 19. Magdalena Augusta of Anhalt-Zerbst \| \| \| \| \| \| \| \| \| \| \| \| \| \| \| \| \| \| \| \| \| \| \| \| \| \| \| \| \| \| \| \| \| \| \| \| \| \| \| \| \| \| \| \| \| \| \| \| \| \| \| \| \| \| \| \| \| \| \| \| \| \| \| \| \| \| \| \| \| \| \| \| 2. Едвард, војвода од Кента и Стратхорна \| \| \| \| \| \| \| \| \| \| \| \| \| \| \| \| \| \| \| \| \| \| \| \| \| \| \| \| \| \| \| \| \| \| \| \| \| \| \| \| \| \| \| \| \| \| \| \| \| \| \| \| \| \| \| \| \| \| \| \| \| \| \| \| \| \| \| \| \| \| \| \| 20. Adolphus Frederick II, Duke of Mecklenburg-Strelitz \| \| \| \| \| \| \| \| \| \| \| \| \| \| \| \| \| \| \| \| \| \| \| \| \| \| \| \| \| \| \| \| \| \| \| \| \| \| \| \| \| \| \| \| \| \| \| \| \| \| \| \| \| \| \| \| \| \| \| \| \| \| \| \| \| \| \| \| \| \| \| \| 10. Карл Лудвиг Фридрих од Мекленбурга-Strelitz, Prince of Mirow \| \| \| \| \| \| \| \| \| \| \| \| \| \| \| \| \| \| \| \| \| \| \| \| \| \| \| \| \| \| \| \| \| \| \| \| \| \| \| \| \| \| \| \| \| \| \| \| \| \| \| \| \| \| \| \| \| \| \| \| \| \| \| \| \| \| \| \| \| \| \| \| 21. Princess Christiane Emilie of Schwarzburg-Sondershausen \| \| \| \| \| \| \| \| \| \| \| \| \| \| \| \| \| \| \| \| \| \| \| \| \| \| \| \| \| \| \| \| \| \| \| \| \| \| \| \| \| \| \| \| \| \| \| \| \| \| \| \| \| \| \| \| \| \| \| \| \| \| \| \| \| \| \| \| \| \| \| \| 5. Шарлота од Мекленбург-Штрелица \| \| \| \| \| \| \| \| \| \| \| \| \| \| \| \| \| \| \| \| \| \| \| \| \| \| \| \| \| \| \| \| \| \| \| \| \| \| \| \| \| \| \| \| \| \| \| \| \| \| \| \| \| \| \| \| \| \| \| \| \| \| \| \| \| \| \| \| \| \| \| \| 22. Ernest Frederick I, Duke of Saxe-Hildburghausen \| \| \| \| \| \| \| \| \| \| \| \| \| \| \| \| \| \| \| \| \| \| \| \| \| \| \| \| \| \| \| \| \| \| \| \| \| \| \| \| \| \| \| \| \| \| \| \| \| \| \| \| \| \| \| \| \| \| \| \| \| \| \| \| \| \| \| \| \| \| \| \| 11. Елизабета Албертина од Саксе-Хилдбургхаузена \| \| \| \| \| \| \| \| \| \| \| \| \| \| \| \| \| \| \| \| \| \| \| \| \| \| \| \| \| \| \| \| \| \| \| \| \| \| \| \| \| \| \| \| \| \| \| \| \| \| \| \| \| \| \| \| \| \| \| \| \| \| \| \| \| \| \| \| \| \| \| \| 23. Countess Sophia Albertine of Erbach-Erbach \| \| \| \| \| \| \| \| \| \| \| \| \| \| \| \| \| \| \| \| \| \| \| \| \| \| \| \| \| \| \| \| \| \| \| \| \| \| \| \| \| \| \| \| \| \| \| \| \| \| \| \| \| \| \| \| \| \| \| \| \| \| \| \| \| \| \| \| \| \| \| \| 1. Викторија Хановерска \| \| \| \| \| \| \| \| \| \| \| \| \| \| \| \| \| \| \| \| \| \| \| \| \| \| \| \| \| \| \| \| \| \| \| \| \| \| \| \| \| \| \| \| \| \| \| \| \| \| \| \| \| \| \| \| \| \| \| \| \| \| \| \| \| \| \| \| \| \| \| \| 24. Francis Josias, Duke of Saxe-Coburg-Saalfeld \| \| \| \| \| \| \| \| \| \| \| \| \| \| \| \| \| \| \| \| \| \| \| \| \| \| \| \| \| \| \| \| \| \| \| \| \| \| \| \| \| \| \| \| \| \| \| \| \| \| \| \| \| \| \| \| \| \| \| \| \| \| \| \| \| \| \| \| \| \| \| \| 12. Ернст Фридрих, војвода од Сакс-Кобург-Залфелда \| \| \| \| \| \| \| \| \| \| \| \| \| \| \| \| \| \| \| \| \| \| \| \| \| \| \| \| \| \| \| \| \| \| \| \| \| \| \| \| \| \| \| \| \| \| \| \| \| \| \| \| \| \| \| \| \| \| \| \| \| \| \| \| \| \| \| \| \| \| \| \| 25. Anna Sophie of Schwarzburg-Rudolstadt \| \| \| \| \| \| \| \| \| \| \| \| \| \| \| \| \| \| \| \| \| \| \| \| \| \| \| \| \| \| \| \| \| \| \| \| \| \| \| \| \| \| \| \| \| \| \| \| \| \| \| \| \| \| \| \| \| \| \| \| \| \| \| \| \| \| \| \| \| \| \| \| 6. Франц, војвода од Сакс-Кобург-Залфелда \| \| \| \| \| \| \| \| \| \| \| \| \| \| \| \| \| \| \| \| \| \| \| \| \| \| \| \| \| \| \| \| \| \| \| \| \| \| \| \| \| \| \| \| \| \| \| \| \| \| \| \| \| \| \| \| \| \| \| \| \| \| \| \| \| \| \| \| \| \| \| \| 26. Ferdinand Albert II, Duke of Brunswick-Wolfenbüttel \| \| \| \| \| \| \| \| \| \| \| \| \| \| \| \| \| \| \| \| \| \| \| \| \| \| \| \| \| \| \| \| \| \| \| \| \| \| \| \| \| \| \| \| \| \| \| \| \| \| \| \| \| \| \| \| \| \| \| \| \| \| \| \| \| \| \| \| \| \| \| \| 13. Софија Антоанета од Брауншвајг-Волфенбитела \| \| \| \| \| \| \| \| \| \| \| \| \| \| \| \| \| \| \| \| \| \| \| \| \| \| \| \| \| \| \| \| \| \| \| \| \| \| \| \| \| \| \| \| \| \| \| \| \| \| \| \| \| \| \| \| \| \| \| \| \| \| \| \| \| \| \| \| \| \| \| \| 27. Antoinette of Brunswick-Wolfenbüttel \| \| \| \| \| \| \| \| \| \| \| \| \| \| \| \| \| \| \| \| \| \| \| \| \| \| \| \| \| \| \| \| \| \| \| \| \| \| \| \| \| \| \| \| \| \| \| \| \| \| \| \| \| \| \| \| \| \| \| \| \| \| \| \| \| \| \| \| \| \| \| \| 3. Викторија, војвоткиња од Кента и Стратхорна \| \| \| \| \| \| \| \| \| \| \| \| \| \| \| \| \| \| \| \| \| \| \| \| \| \| \| \| \| \| \| \| \| \| \| \| \| \| \| \| \| \| \| \| \| \| \| \| \| \| \| \| \| \| \| \| \| \| \| \| \| \| \| \| \| \| \| \| \| \| \| \| 28. Хајнрих XXIX, гроф од Ројс-Еберсдорфа \| \| \| \| \| \| \| \| \| \| \| \| \| \| \| \| \| \| \| \| \| \| \| \| \| \| \| \| \| \| \| \| \| \| \| \| \| \| \| \| \| \| \| \| \| \| \| \| \| \| \| \| \| \| \| \| \| \| \| \| \| \| \| \| \| \| \| \| \| \| \| \| 14. Хајнрих XXIV, гроф од Ројс-Еберсдорфа \| \| \| \| \| \| \| \| \| \| \| \| \| \| \| \| \| \| \| \| \| \| \| \| \| \| \| \| \| \| \| \| \| \| \| \| \| \| \| \| \| \| \| \| \| \| \| \| \| \| \| \| \| \| \| \| \| \| \| \| \| \| \| \| \| \| \| \| \| \| \| \| 29. Countess Sophie Theodora of Castell-Remlingen \| \| \| \| \| \| \| \| \| \| \| \| \| \| \| \| \| \| \| \| \| \| \| \| \| \| \| \| \| \| \| \| \| \| \| \| \| \| \| \| \| \| \| \| \| \| \| \| \| \| \| \| \| \| \| \| \| \| \| \| \| \| \| \| \| \| \| \| \| \| \| \| 7. Аугуста од Ројс-Еберсдорфа \| \| \| \| \| \| \| \| \| \| \| \| \| \| \| \| \| \| \| \| \| \| \| \| \| \| \| \| \| \| \| \| \| \| \| \| \| \| \| \| \| \| \| \| \| \| \| \| \| \| \| \| \| \| \| \| \| \| \| \| \| \| \| \| \| \| \| \| \| \| \| \| 30. George August, Count of Erbach-Schönberg \| \| \| \| \| \| \| \| \| \| \| \| \| \| \| \| \| \| \| \| \| \| \| \| \| \| \| \| \| \| \| \| \| \| \| \| \| \| \| \| \| \| \| \| \| \| \| \| \| \| \| \| \| \| \| \| \| \| \| \| \| \| \| \| \| \| \| \| \| \| \| \| 15. Каролона Ернестина од Ербаха-Шенберга \| \| \| \| \| \| \| \| \| \| \| \| \| \| \| \| \| \| \| \| \| \| \| \| \| \| \| \| \| \| \| \| \| \| \| \| \| \| \| \| \| \| \| \| \| \| \| \| \| \| \| \| \| \| \| \| \| \| \| \| \| \| \| \| \| \| \| \| \| \| \| \| 31. Countess Ferdinande Henriette of Stolberg-Gedern \| \| \| \| \| \| \| \| \| \| \| \| \| \| \| \| \| \| \| \| \| \| \| \| \| \| \| \| \| \| \| \| \| \| \| \| \| \| \| \| \| \| \| \| \| \| \| \| \| \| \| \| |                                                                  |  |  |  |  |  |  |  |  |  |  |  |             |  |  |  |
| |                                                                  |  |  |  |  |  |  |  |  |  |  |  | 16. Џорџ II |  |  |  |
| |                                                                  |  |  |  |  |  |  |  |  |  |  |  |             |  |  |  |
| |                                                                  |  |  |  |  |  |  |  |  |  |  |  |             |  |  |  |
| |                                                                  |  |  |  |  |  |  |  |  |  |  |  |             |  |  |  |
| | 8. Фредерик, принц од Велса                                      |  |  |  |  |  |  |  |  |  |  |  |             |  |  |  |
| |                                                                  |  |  |  |  |  |  |  |  |  |  |  |             |  |  |  |
| |                                                                  |  |  |  |  |  |  |  |  |  |  |  |             |  |  |  |
| |                                                                  |  |  |  |  |  |  |  |  |  |  |  |             |  |  |  |
| | 17. Каролина од Бранденбург-Ансбаха                              |  |  |  |  |  |  |  |  |  |  |  |             |  |  |  |
| |                                                                  |  |  |  |  |  |  |  |  |  |  |  |             |  |  |  |
| |                                                                  |  |  |  |  |  |  |  |  |  |  |  |             |  |  |  |
| |                                                                  |  |  |  |  |  |  |  |  |  |  |  |             |  |  |  |
| | 4. Џорџ III                                                      |  |  |  |  |  |  |  |  |  |  |  |             |  |  |  |
| |                                                                  |  |  |  |  |  |  |  |  |  |  |  |             |  |  |  |
| |                                                                  |  |  |  |  |  |  |  |  |  |  |  |             |  |  |  |
| |                                                                  |  |  |  |  |  |  |  |  |  |  |  |             |  |  |  |
| | 18. Фридрих II, војвода Сакс-Гота-Алтенбурга                     |  |  |  |  |  |  |  |  |  |  |  |             |  |  |  |
| |                                                                  |  |  |  |  |  |  |  |  |  |  |  |             |  |  |  |
| |                                                                  |  |  |  |  |  |  |  |  |  |  |  |             |  |  |  |
| |                                                                  |  |  |  |  |  |  |  |  |  |  |  |             |  |  |  |
| | 9. Августа Саскоготска                                           |  |  |  |  |  |  |  |  |  |  |  |             |  |  |  |
| |                                                                  |  |  |  |  |  |  |  |  |  |  |  |             |  |  |  |
| |                                                                  |  |  |  |  |  |  |  |  |  |  |  |             |  |  |  |
| |                                                                  |  |  |  |  |  |  |  |  |  |  |  |             |  |  |  |
| | 19. Magdalena Augusta of Anhalt-Zerbst                           |  |  |  |  |  |  |  |  |  |  |  |             |  |  |  |
| |                                                                  |  |  |  |  |  |  |  |  |  |  |  |             |  |  |  |
| |                                                                  |  |  |  |  |  |  |  |  |  |  |  |             |  |  |  |
| |                                                                  |  |  |  |  |  |  |  |  |  |  |  |             |  |  |  |
| | 2. Едвард, војвода од Кента и Стратхорна                         |  |  |  |  |  |  |  |  |  |  |  |             |  |  |  |
| |                                                                  |  |  |  |  |  |  |  |  |  |  |  |             |  |  |  |
| |                                                                  |  |  |  |  |  |  |  |  |  |  |  |             |  |  |  |
| |                                                                  |  |  |  |  |  |  |  |  |  |  |  |             |  |  |  |
| | 20. Adolphus Frederick II, Duke of Mecklenburg-Strelitz          |  |  |  |  |  |  |  |  |  |  |  |             |  |  |  |
| |                                                                  |  |  |  |  |  |  |  |  |  |  |  |             |  |  |  |
| |                                                                  |  |  |  |  |  |  |  |  |  |  |  |             |  |  |  |
| |                                                                  |  |  |  |  |  |  |  |  |  |  |  |             |  |  |  |
| | 10. Карл Лудвиг Фридрих од Мекленбурга-Strelitz, Prince of Mirow |  |  |  |  |  |  |  |  |  |  |  |             |  |  |  |
| |                                                                  |  |  |  |  |  |  |  |  |  |  |  |             |  |  |  |
| |                                                                  |  |  |  |  |  |  |  |  |  |  |  |             |  |  |  |
| |                                                                  |  |  |  |  |  |  |  |  |  |  |  |             |  |  |  |
| | 21. Princess Christiane Emilie of Schwarzburg-Sondershausen      |  |  |  |  |  |  |  |  |  |  |  |             |  |  |  |
| |                                                                  |  |  |  |  |  |  |  |  |  |  |  |             |  |  |  |
| |                                                                  |  |  |  |  |  |  |  |  |  |  |  |             |  |  |  |
| |                                                                  |  |  |  |  |  |  |  |  |  |  |  |             |  |  |  |
| | 5. Шарлота од Мекленбург-Штрелица                                |  |  |  |  |  |  |  |  |  |  |  |             |  |  |  |
| |                                                                  |  |  |  |  |  |  |  |  |  |  |  |             |  |  |  |
| |                                                                  |  |  |  |  |  |  |  |  |  |  |  |             |  |  |  |
| |                                                                  |  |  |  |  |  |  |  |  |  |  |  |             |  |  |  |
| | 22. Ernest Frederick I, Duke of Saxe-Hildburghausen              |  |  |  |  |  |  |  |  |  |  |  |             |  |  |  |
| |                                                                  |  |  |  |  |  |  |  |  |  |  |  |             |  |  |  |
| |                                                                  |  |  |  |  |  |  |  |  |  |  |  |             |  |  |  |
| |                                                                  |  |  |  |  |  |  |  |  |  |  |  |             |  |  |  |
| | 11. Елизабета Албертина од Саксе-Хилдбургхаузена                 |  |  |  |  |  |  |  |  |  |  |  |             |  |  |  |
| |                                                                  |  |  |  |  |  |  |  |  |  |  |  |             |  |  |  |
| |                                                                  |  |  |  |  |  |  |  |  |  |  |  |             |  |  |  |
| |                                                                  |  |  |  |  |  |  |  |  |  |  |  |             |  |  |  |
| | 23. Countess Sophia Albertine of Erbach-Erbach                   |  |  |  |  |  |  |  |  |  |  |  |             |  |  |  |
| |                                                                  |  |  |  |  |  |  |  |  |  |  |  |             |  |  |  |
| |                                                                  |  |  |  |  |  |  |  |  |  |  |  |             |  |  |  |
| |                                                                  |  |  |  |  |  |  |  |  |  |  |  |             |  |  |  |
| | 1. Викторија Хановерска                                          |  |  |  |  |  |  |  |  |  |  |  |             |  |  |  |
| |                                                                  |  |  |  |  |  |  |  |  |  |  |  |             |  |  |  |
| |                                                                  |  |  |  |  |  |  |  |  |  |  |  |             |  |  |  |
| |                                                                  |  |  |  |  |  |  |  |  |  |  |  |             |  |  |  |
| | 24. Francis Josias, Duke of Saxe-Coburg-Saalfeld                 |  |  |  |  |  |  |  |  |  |  |  |             |  |  |  |
| |                                                                  |  |  |  |  |  |  |  |  |  |  |  |             |  |  |  |
| |                                                                  |  |  |  |  |  |  |  |  |  |  |  |             |  |  |  |
| |                                                                  |  |  |  |  |  |  |  |  |  |  |  |             |  |  |  |
| | 12. Ернст Фридрих, војвода од Сакс-Кобург-Залфелда               |  |  |  |  |  |  |  |  |  |  |  |             |  |  |  |
| |                                                                  |  |  |  |  |  |  |  |  |  |  |  |             |  |  |  |
| |                                                                  |  |  |  |  |  |  |  |  |  |  |  |             |  |  |  |
| |                                                                  |  |  |  |  |  |  |  |  |  |  |  |             |  |  |  |
| | 25. Anna Sophie of Schwarzburg-Rudolstadt                        |  |  |  |  |  |  |  |  |  |  |  |             |  |  |  |
| |                                                                  |  |  |  |  |  |  |  |  |  |  |  |             |  |  |  |
| |                                                                  |  |  |  |  |  |  |  |  |  |  |  |             |  |  |  |
| |                                                                  |  |  |  |  |  |  |  |  |  |  |  |             |  |  |  |
| | 6. Франц, војвода од Сакс-Кобург-Залфелда                        |  |  |  |  |  |  |  |  |  |  |  |             |  |  |  |
| |                                                                  |  |  |  |  |  |  |  |  |  |  |  |             |  |  |  |
| |                                                                  |  |  |  |  |  |  |  |  |  |  |  |             |  |  |  |
| |                                                                  |  |  |  |  |  |  |  |  |  |  |  |             |  |  |  |
| | 26. Ferdinand Albert II, Duke of Brunswick-Wolfenbüttel          |  |  |  |  |  |  |  |  |  |  |  |             |  |  |  |
| |                                                                  |  |  |  |  |  |  |  |  |  |  |  |             |  |  |  |
| |                                                                  |  |  |  |  |  |  |  |  |  |  |  |             |  |  |  |
| |                                                                  |  |  |  |  |  |  |  |  |  |  |  |             |  |  |  |
| | 13. Софија Антоанета од Брауншвајг-Волфенбитела                  |  |  |  |  |  |  |  |  |  |  |  |             |  |  |  |
| |                                                                  |  |  |  |  |  |  |  |  |  |  |  |             |  |  |  |
| |                                                                  |  |  |  |  |  |  |  |  |  |  |  |             |  |  |  |
| |                                                                  |  |  |  |  |  |  |  |  |  |  |  |             |  |  |  |
| | 27. Antoinette of Brunswick-Wolfenbüttel                         |  |  |  |  |  |  |  |  |  |  |  |             |  |  |  |
| |                                                                  |  |  |  |  |  |  |  |  |  |  |  |             |  |  |  |
| |                                                                  |  |  |  |  |  |  |  |  |  |  |  |             |  |  |  |
| |                                                                  |  |  |  |  |  |  |  |  |  |  |  |             |  |  |  |
| | 3. Викторија, војвоткиња од Кента и Стратхорна                   |  |  |  |  |  |  |  |  |  |  |  |             |  |  |  |
| |                                                                  |  |  |  |  |  |  |  |  |  |  |  |             |  |  |  |
| |                                                                  |  |  |  |  |  |  |  |  |  |  |  |             |  |  |  |
| |                                                                  |  |  |  |  |  |  |  |  |  |  |  |             |  |  |  |
| | 28. Хајнрих XXIX, гроф од Ројс-Еберсдорфа                        |  |  |  |  |  |  |  |  |  |  |  |             |  |  |  |
| |                                                                  |  |  |  |  |  |  |  |  |  |  |  |             |  |  |  |
| |                                                                  |  |  |  |  |  |  |  |  |  |  |  |             |  |  |  |
| |                                                                  |  |  |  |  |  |  |  |  |  |  |  |             |  |  |  |
| | 14. Хајнрих XXIV, гроф од Ројс-Еберсдорфа                        |  |  |  |  |  |  |  |  |  |  |  |             |  |  |  |
| |                                                                  |  |  |  |  |  |  |  |  |  |  |  |             |  |  |  |
| |                                                                  |  |  |  |  |  |  |  |  |  |  |  |             |  |  |  |
| |                                                                  |  |  |  |  |  |  |  |  |  |  |  |             |  |  |  |
| | 29. Countess Sophie Theodora of Castell-Remlingen                |  |  |  |  |  |  |  |  |  |  |  |             |  |  |  |
| |                                                                  |  |  |  |  |  |  |  |  |  |  |  |             |  |  |  |
| |                                                                  |  |  |  |  |  |  |  |  |  |  |  |             |  |  |  |
| |                                                                  |  |  |  |  |  |  |  |  |  |  |  |             |  |  |  |
| | 7. Аугуста од Ројс-Еберсдорфа                                    |  |  |  |  |  |  |  |  |  |  |  |             |  |  |  |
| |                                                                  |  |  |  |  |  |  |  |  |  |  |  |             |  |  |  |
| |                                                                  |  |  |  |  |  |  |  |  |  |  |  |             |  |  |  |
| |                                                                  |  |  |  |  |  |  |  |  |  |  |  |             |  |  |  |
| | 30. George August, Count of Erbach-Schönberg                     |  |  |  |  |  |  |  |  |  |  |  |             |  |  |  |
| |                                                                  |  |  |  |  |  |  |  |  |  |  |  |             |  |  |  |
| |                                                                  |  |  |  |  |  |  |  |  |  |  |  |             |  |  |  |
| |                                                                  |  |  |  |  |  |  |  |  |  |  |  |             |  |  |  |
| | 15. Каролона Ернестина од Ербаха-Шенберга                        |  |  |  |  |  |  |  |  |  |  |  |             |  |  |  |
| |                                                                  |  |  |  |  |  |  |  |  |  |  |  |             |  |  |  |
| |                                                                  |  |  |  |  |  |  |  |  |  |  |  |             |  |  |  |
| |                                                                  |  |  |  |  |  |  |  |  |  |  |  |             |  |  |  |
| | 31. Countess Ferdinande Henriette of Stolberg-Gedern             |  |  |  |  |  |  |  |  |  |  |  |             |  |  |  |
| |                                                                  |  |  |  |  |  |  |  |  |  |  |  |             |  |  |  |
| |                                                                  |  |  |  |  |  |  |  |  |  |  |  |             |  |  |  |

## Породица

### Супружник
| име                             | слика | датум рођења     | датум смрти        |
| ------------------------------- | ----- | ---------------- | ------------------ |
| Алберт од Саксен-Кобурга и Готе |       | 26. август 1819. | 14. децембар 1861. |

### Деца
| име                                   | слика | датум рођења       | датум смрти        | супружник                                   |
| ------------------------------------- | ----- | ------------------ | ------------------ | ------------------------------------------- |
| Викторија од Саксен-Кобурга и Готе    |       | 21. новембар 1840. | 5. август 1901.    | Фридрих III                                 |
| Едвард VII                            |       | 9. новембар 1841.  | 6. мај 1910.       | Александра од Данске                        |
| Алиса од Велике Британије             |       | 25. април 1843.    | 14. децембар 1878. | Лудвиг IV, велики војвода од Хесена и Рајне |
| Алфред од Саксен-Кобурга и Готе       |       | 6. август 1844.    | 30. јул 1900.      | Марија Александровна                        |
| Хелен од Велике Британије             |       | 25. мај 1846.      | 9. јун 1923.       | Кристијан од Шлезвиг-Холштајна              |
| Лујза од Велике Британије             |       | 18. март 1848.     | 3. децембар 1939.  | Џон Кембел, војвода од Аргајла              |
| Артур, војвода од Конота и Стратхорна |       | 1. мај 1850.       | 16. јануар 1942.   | Лујза Маргарета од Пруске                   |
| Леополд, војвода од Олбенија          |       | 7. април 1853.     | 28. март 1884.     | Хелен од Валдека и Пирмонта                 |
| Беатрис од Велике Британије           |       | 14. април 1857.    | 26. октобар 1944.  | Хајнрих Мориц од Батенберга                 |